# Esenbeckia berlandieri
Esenbeckia berlandieri är en vinruteväxtart som beskrevs av Henri Ernest Baillon och William Botting Hemsley. Esenbeckia berlandieri ingår i släktet Esenbeckia och familjen vinruteväxter.

## Underarter
Arten delas in i följande underarter:
- E. b. acapulcensis
- E. b. berlandieri
- E. b. litoralis